# اسفه
اِسفِه روستایی در کشور ایران، در استان اصفهان و در ۷۰ کیلومتری جنوب شرقی شهر اصفهان، و در مسیر جاده شهرضا- ورزنه واقع شده است. 
این روستا زیستگاه شهید سیدحسن مدرس است .

## مسیر دسترسی
به هنگام عبور در جاده اصفهان به سمت شهرضا، این روستا در سمت چپ جاده با برج‌های دیدبانی تاریخی‌اش که در قدیم برای مقابله با دزدها ایجاد شده بوده، به چشم می‌خورد.

## موقعیت جغرافیایی
بر اساس اطلاعات برنامه ی Google earth، طول و عرض جغرافیایی این روستا به شرح ۳۲° ۶'۱۷.۸۵"N و ۵۱°۵۴'۱۶.۳۸"E می باشد.